# Wurzelschnecke

Die Spirale bis

Die ersten drei Windungen

Die Wurzelschnecke, Wurzelspirale oder Spirale des Theodorus (nach Theodoros von Kyrene (5. Jh. v. Chr.)) ist eine Spirale, die von rechtwinkligen Dreiecken mit Seitenlängen 1, {\displaystyle {\sqrt {n}}} und {\displaystyle {\sqrt {n+1}}} erzeugt wird.

## Konstruktion und Eigenschaften
Das erste Dreieck hat also die Seitenlängen 1, {\displaystyle {\sqrt {1}}} und {\displaystyle {\sqrt {2}}}. Auf der Hypotenuse dieses Dreiecks wird das rechtwinklige Dreieck mit den Seitenlängen 1, {\displaystyle {\sqrt {2}}} und {\displaystyle {\sqrt {3}}} errichtet usw. Die aneinandergrenzenden Katheten bilden dann eine Spirale.
Im Gegensatz zur Archimedischen oder Logarithmischen Spirale besteht die Wurzelschnecke aus Geradenstücken. Sie ist damit als Kurve nicht differenzierbar, lässt sich aber dafür exakt durch die abzählbar vielen Eckpunkte beschreiben.
1958 bewies Erich Teuffel, dass sich niemals zwei der Hypotenusen decken werden, egal, wie weit man die Spirale zeichnet.
Die kleinste Anzahl von Dreiecken, die die k-te Drehung der Spirale vollendet, findet sich in der On-Line Encyclopedia of Integer Sequences. Die ersten Folgeglieder sind 17, 54, 110, 186, …

## Verwendung
Mit Hilfe der Wurzelschnecke lassen sich die Quadratwurzeln von positiven Ganzzahlen geometrisch konstruieren.
Es wird angenommen, dass Theodoros mit Hilfe der Wurzelschnecke bewies, dass die Wurzeln der nicht quadratischen Ganzzahlen von 3 bis 17 irrationale Zahlen sind. (Dass die Wurzel aus 2 irrational ist, war schon lange vor Theodoros bekannt.)

## Zusammenhang mit der Archimedischen Spirale
Mit wachsender Windungszahl nähert sich die Wurzelschnecke asymptotisch einer Archimedischen Spirale an.
Der Spiralabstand nähert sich somit mit zunehmender Windungszahl der Zahl {\displaystyle \pi } an.
| Windungsnummer: | Berechneter durchschnittlicher Windungsabstand | Genauigkeit des durchschnittlichen Windungsabstandes im Vergleich zu {\displaystyle \pi } |
| --------------- | ---------------------------------------------- | ----------------------------------------------------------------------------------------- |
| 2               | 3,1592037                                      | 99,44255%                                                                                 |
| 3               | 3,1443455                                      | 99,91245%                                                                                 |
| 4               | 3,14428                                        | 99,91453%                                                                                 |
| 5               | 3,142395                                       | 99,97447%                                                                                 |
| → ∞             | → {\displaystyle \pi }                         | → 100%                                                                                    |

## Dreidimensionale Fortsetzung als Wurzelpyramide
Durch die Errichtung einer Strecke, die senkrecht auf der Wurzelschnecke steht und deren einer Endpunkt das Schneckenzentrum ist, kann die Wurzelschnecke dreidimensional zu einer pyramidenähnlichen Figur fortgesetzt werden. Die Seitenflächen einer solchen so genannten Wurzelpyramide sind spiralförmig um die senkrechte Strecke herum angeordnet, welche die Höhe der Wurzelpyramide bildet.

### Entwicklung bis zur achten Seitenfläche
Die ersten acht Dreiecke der Wurzelspirale dienen als Grundfläche der Wurzelpyramide. Die neun inneren Strecken (in der Abbildung blau gezeichnet) haben der Reihe nach die Längen {\displaystyle {\sqrt {1}},{\sqrt {2}},{\sqrt {3}},{\sqrt {4}},{\sqrt {5}},{\sqrt {6}},{\sqrt {7}},{\sqrt {8}},{\sqrt {9}}}. Die Höhe hat die gleiche Länge wie die zweitletzte innere Strecke, nämlich {\displaystyle {\sqrt {8}}}. Diese Strecke und die Höhe bilden die Katheten eines gleichschenklig-rechtwinkligen Dreiecks. Zu jeder weiteren inneren Strecke gehört ein rechtwinkliges Dreieck, dessen Katheten die Höhe und die zugehörige innere Strecke sind. Die jeweilige Schrägkante der Wurzelpyramide bildet die Hypotenuse.

Wurzelspirale als Grundfläche
Stützdreieck der Wurzelpyramide
Anordnung der Stützdreiecke
Seitenlinien der Wurzelpyramide
Seitenflächen der Wurzelpyramide

### Berechnung der Schrägkantenlängen
Mit Hilfe dieser so genannten Stützdreiecke werden die Längen der neun Schrägkanten berechnet:
{\displaystyle {\sqrt {{\sqrt {8}}^{2}+{\sqrt {1}}^{2}}}={\sqrt {9}},{\sqrt {{\sqrt {8}}^{2}+{\sqrt {2}}^{2}}}={\sqrt {10}},\dots ,{\sqrt {{\sqrt {8}}^{2}+{\sqrt {9}}^{2}}}={\sqrt {17}}}

### Berechnung des Gesamtflächeninhalts
- Wegen {\displaystyle {\sqrt {k}}^{2}+{\sqrt {1}}^{2}={\sqrt {k+1}}^{2}} für {\displaystyle k=1,\dots ,8} sind nach dem Satz des Pythagoras alle acht Teildreiecke der Grundfläche rechtwinklig. Die Summe ihrer Flächeninhalte beträgt {\displaystyle {\frac {1}{2}}\cdot ({\sqrt {1}}+\dots +{\sqrt {8}})}.
- Wegen {\displaystyle {\sqrt {k}}^{2}+{\sqrt {1}}^{2}={\sqrt {k+1}}^{2}} für {\displaystyle k=9,\dots ,16} sind nach dem Satz des Pythagoras alle acht Seitenflächen-Dreiecke ebenfalls rechtwinklig. Die Summe ihrer Flächeninhalte beträgt {\displaystyle {\frac {1}{2}}\cdot ({\sqrt {9}}+\dots +{\sqrt {16}})}.

Demnach beträgt der Gesamt-Flächeninhalt der Wurzelschnecke: {\displaystyle {\frac {1}{2}}\cdot ({\sqrt {1}}+\dots +{\sqrt {16}})}.
Geht man allgemein von {\displaystyle n} statt acht Grundflächendreiecken aus, so beträgt der Gesamt-Flächeninhalt der Wurzelschnecke: {\displaystyle {\frac {1}{2}}\cdot ({\sqrt {1}}+\dots +{\sqrt {2n}})}.

## Erweiterung von rechten Winkeln auf spitze Winkel
Während die klassische Wurzelschnecke rechtwinklige Dreiecke beinhaltet, können analog auch Wurzelschnecken gebildet werden, in denen der rechte Winkel jeweils durch einen konstanten spitzen Winkel ersetzt wird. Als Beispiel eignet sich der 60°-Winkel, da in diesem speziellen Fall die zugehörige Winkelschnecke eine Reihe algebraischer Besonderheiten aufweist.

### Zeichnerische und rechnerische Teilstreckenbestimmung

60°-Wurzelschnecke bis zum vierten Teildreieck

Wie die Abbildung zeigt, wird die Folge {\displaystyle {\sqrt {1}},{\sqrt {2}},{\sqrt {3}},{\sqrt {4}},{\sqrt {5}},\dots } der blauen Seitenlängen unverändert beibehalten, wobei nun zwangsläufig die roten Seitenlängen nicht mehr konstant sind. Da in jedem Teildreieck die zwei blauen Seitenlängen und der der größeren Seite gegenüberliegende 60°-Winkel bekannt sind, lässt sich jeweils die rote Seitenlänge {\displaystyle s_{n}} schrittweise unter Anwendung des Kosinussatzes bestimmen.
{\displaystyle ({\sqrt {n+1}})^{2}=s_{n}^{2}+({\sqrt {n}})^{2}-2\cdot s_{n}\cdot {\sqrt {n}}\cdot \cos(60^{\circ })}
{\displaystyle n+1=s_{n}^{2}+n-s_{n}\cdot {\sqrt {n}}}
{\displaystyle s_{n}^{2}-{\sqrt {n}}\cdot s_{n}-1=0}
{\displaystyle s_{n}={\frac {1}{2}}{\sqrt {n}}\pm {\sqrt {{\frac {1}{4}}n+1}}}
Nur die positive Lösung kommt infrage:
{\displaystyle s_{n}={\frac {1}{2}}({\sqrt {n}}+{\sqrt {n+4}})}

### Besonderheiten
Die roten Seitenlängen {\displaystyle s_{n}} besitzen in Abhängigkeit von {\displaystyle n} besondere Eigenschaften.
- {\displaystyle s_{1}} ist der goldene Schnitt {\displaystyle \Phi }:

{\displaystyle s_{1}={\frac {1}{2}}(1+{\sqrt {5}})=\Phi }
- {\displaystyle s_{5}} ist das Quadrat des goldenen Schnitts:

{\displaystyle s_{5}={\frac {1}{2}}({\sqrt {5}}+{\sqrt {9}})=\Phi ^{2}}
- {\displaystyle s_{16}} ist die dritte Potenz des goldenen Schnitts:

{\displaystyle s_{16}={\frac {1}{2}}({\sqrt {16}}+{\sqrt {20}})=\Phi ^{3}}
- {\displaystyle s_{45}} ist die vierte Potenz des goldenen Schnitts:

{\displaystyle s_{45}={\frac {1}{2}}({\sqrt {45}}+{\sqrt {49}})=\Phi ^{4}}
Weitere Eigenschaften beinhalten in Abhängigkeit von {\displaystyle n} Beziehungen zwischen {\displaystyle s_{n}} und Potenzen von {\displaystyle s_{2}}.
- {\displaystyle s_{2}={\frac {1}{2}}({\sqrt {2}}+{\sqrt {6}})}
- {\displaystyle s_{12}={\frac {1}{2}}({\sqrt {12}}+{\sqrt {16}})=s_{2}^{2}}
- {\displaystyle s_{50}={\frac {1}{2}}({\sqrt {50}}+{\sqrt {54}})=s_{2}^{3}}
- {\displaystyle s_{192}={\frac {1}{2}}({\sqrt {192}}+{\sqrt {196}})=s_{2}^{4}}[6]